# Ала (Італія)
А́ла (італ. Ala, вен. Ała) — муніципалітет в Італії, у регіоні Трентіно-Альто-Адідже, провінція Тренто.
Ала розташована на відстані близько 450 км на північ від Рима, 37 км на південь від Тренто.
Населення — 8934 особи (2014).
Щорічний фестиваль відбувається 14 лютого. Покровитель — святий Валентин.

## Демографія
Населення за роками:

Станом на 1 січня 2023 року в муніципалітеті офіційно проживали 853 іноземці з 49 країн, серед них 262 громадяни країн Євросоюзу та 39 громадян України.

## Сусідні муніципалітети
- Авіо
- Боско-К'єзануова
- Брентоніко
- Креспадоро
- Ербеццо
- Морі
- Рекоаро-Терме
- Роверето
- Сант'Анна-д'Альфаедо
- Сельва-ді-Проньо
- Валларса